# Jasnitz (stacja kolejowa)
Jasnitz (niem: Bahnhof Jasnitz) – stacja kolejowa w Jasnitz, w gminie Picher, w regionie Meklemburgia-Pomorze Przednie, w Niemczech. Znajduje się w Powiecie Ludwigslust-Parchim, na linii Berlin – Hamburg. W 1876 stacja została otwarta, by książę Fryderyk Franciszek II miał dostęp do terenów łowieckich. Obszar ten był jednym z nielicznych stanowisk tego typu w Meklemburgii i dlatego stacja otrzymała reprezentacyjny budynek dworca z prywatnym pokojem. Budynek dworca został zburzony jesienią 2014.

## Linie kolejowe
- Berlin – Hamburg